# Experimento de Galileo en la torre de Pisa
Entre 1589 y 1592, el científico italiano Galileo Galilei (entonces profesor de matemáticas de la Universidad de Pisa) dejó caer dos esferas de distintas masas desde la parte alta de la torre inclinada de Pisa para demostrar que el tiempo de descenso es independiente de la masa del cuerpo que cae, según la biografía del alumno de Galileo, Vincenzo Viviani, realizada en 1654 y publicada en 1717.
De acuerdo con la historia, Galileo descubrió a través de este experimento que los objetos caen con la misma aceleración, probando que su predicción era cierta, y al mismo tiempo negando la teoría gravitatoria aristotélica (que enunciaba que los objetos caían a una velocidad proporcional a sus masas). Muchos historiadores consideran que fue un experimento mental más que una prueba física.

## El experimento de Galileo
En el tiempo cuando Viviani asegura que tuvo lugar el experimento, Galileo todavía no había formulado la versión final de su ley de caída libre. Sin embargo Galileo ya había formulado una versión previa que predecía que los cuerpos del mismo material cayendo a través del mismo medio lo harían a la misma velocidad. Esto era contrario a lo que Aristóteles había pensado: que los cuerpos más pesados caen más rápido que los livianos, en directa proporción a su peso. Si bien esta historia ha sido contada hasta nuestros días, no hay ningún registro escrito del propio Galileo relatando que hiciera tal experimento, y es aceptado por la mayoría de los historiadores que fue un experimento mental y que nunca tuvo lugar. Una excepción es Stillman Drake, que defiende que sí tuvo lugar, más o menos como Viviani describe, como demostración para sus estudiantes.
Galileo expuso sus ideas sobre cuerpos en caída libre, y sobre proyectiles en general, en su libro Dos nuevas ciencias. Las dos nuevas ciencias eran la ciencia del movimiento, que se convertiría en la piedra angular donde arrancaría la física, y la ciencia de los materiales de construcción, una importante contribución a la ingeniería. Galileo llegó a la hipótesis por un famoso experimento mental que escribió en su libro En movimiento. El experimento consistiría en: imagine dos objetos, uno pesado y otro más ligero que están conectados por una cuerda. Se deja caer el sistema de objetos desde lo alto de una torre. Si asumimos que los objetos más pesados caen más rápido que los ligeros (y a su vez los más ligeros caen más lento), la cuerda por tanto tirará del objeto más ligero retardando la caída del objeto más pesado. Pero el sistema considerado como un conjunto es más pesado que el objeto más pesado por sí solo, lo que supone que caería más rápido. Esta contradicción nos llega a concluir que la afirmación es falsa.

## Experimentos similares

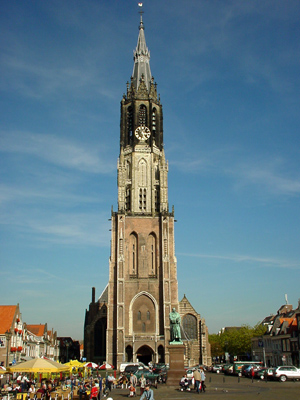
La Nieuwe Kerk en Delft, donde se realizó el experimento de Stevin y de Groot.

El astronauta David Scott, Apollo 15 deja caer una pluma y un martillo en la luna para comprobar ambos lo hacen en igual tiempo.

- Un experimento similar se llevó a cabo varios años después en Delft, Países Bajos, donde el matemático y físico Simon Stevin y Jan Cornets de Groot (el padre de Hugo de Groot) realizaron el experimento desde lo alto de la Nieuwe Kerk. El experimento es descrito en un libro de Stevin de 1586: De Beghinselen der Weeghconst (Los principios de la Estática), un manual sobre el estudio de la estática:

Vamos a tomar (tal como Jan Cornets de Groot, diligente investigador de los misterios de la Naturaleza, y yo hemos hecho) dos bolas de plomo, una de ellas diez veces más grande y pesada que la otra, y las dejaremos caer juntas desde una altura de 30 pies de alto y esto nos mostrará, que la bola más pesada no se adelanta diez veces a la más ligera, sino que caen juntas al mismo tiempo en el suelo. (...) Esto nos permitirá comprobar que Aristóteles estaba equivocado.

- El astronauta David Scott realizó una versión del experimento en la Luna durante la misión del Apolo 15 en 1971, dejando caer una pluma y un martillo de sus manos. Debido a la falta de atmósfera lunar, no había ninguna resistencia en la pluma, que tocó el suelo al mismo tiempo que el martillo.

- En la serie de televisión británica Human Universe el físico de partículas Brian Cox realizó el antiguo experimento de Galileo en una cámara de vacío de la Instalación de energía espacial (Space Power Facility) de la NASA, dejando caer unas plumas y una bola de bolos. Al eliminar todo el aire de la cámara todos los objetos cayeron al mismo tiempo.[11]